# قائمة شخصيات وقت المغامرة
يتميز مسلسل الرسوم المتحركة الأمريكي وقت المغامرة بمجموعة من الشخصيات الخيالية وهي من ابتكار بيندليتون وارد. تدور أحداث وقت المغامرة حول مغامرات فين (صوت جيريمي شادا)، وهو صبي يبلغ من العمر 12 عاماً حتى حلقة «القطار الغامض» حيث يصبح عمره 13 عاماً ومع صديقه المفضل جايك (صوت جون ديماغيو)، وهو كلب يملك قوى سحرية لتغيير الشكل والنمو والتقلص. وفقاً للسلسلة، يعيش فين وجايك في «أرض أوو» في حقبة ما بعد نهاية العالم ويسافران وهما يقومان بالمغامرات. بالتوازي مع ذلك، يتفاعل فين وجايك مع الشخصيات الرئيسية الأخرى في السلسلة: أميرة العلكة (صوت هايدن والش)، وملك الجليد (صوت توم كيني) ومارسيلين (صوت أوليفيا أولسون).

## الشخصيات الرئيسية

### فين البشري

فين البشري

فين البشري (بالإنجليزية: Finn the Human) (صوت جيريمي شادا في المسلسل التلفزيوني بجميع حلقاته وزاك شادا في الحلقة التجريبية الأصلية وهي الحلقة الأولى للمسلسل عرضت عام 2007 حيث كانت الشخصية في البداية باسم «بين» Pen، داني بستاني الموسم الأول والثاني/عبدو حكيم الموسم الثالث وما بعده في النسخة العربية) وهو صبي بشري لا يحب شيئاً أكثر من الذهاب للمغامرات وإنقاذ اليوم. يرتدي فين قبعة تغطي شعره الذهبي الطويل. الذي تبرع به لساحرة الاشجار في حلقة قص شعر أميرة. عندما كان فين ما يزال طفل رضيع، تم التخلي عنه وتم تبنيه لاحقاً من قبل أهل جايك: جوشوا ومارغريت، كما يرد في حلقة «مذكرات رجل الجبل» من الموسم الأول. معتبراً نفسه بطل، فين لديه الرغبة في المغامرة فقد أقسم منذ زمن أن من شأنه أن يساعد أي شخص في حاجة لكن أن المليء بالطاقة، وقال انه يعاني من متاعب في الحالات التي تتطلب منه القيام بمهام أخرى من القتال.

### جايك الكلب
جايك الكلب (بالإنجليزية: Jake the Dog) (صوت جون ديماغيو، أحمد أبو علي الموسم الأول والثاني/جورج طويل الموسم الثالث وما بعده في النسخة العربية) هو صديق فين المفضل وأخوه بالتبني. وهو كلب بولدوغ عمره 28 عاماً «بسنوات الكلاب السحرية» قادر على تغيير شكله وتكبير حجمه حسب ارادته. ولديه خمسة أطفال من ليدي: ثلاث فتيات (تشارلي وجايك جونيور وفيولا) وصبيان (كيم كيل وان وتي في).

### أميرة العلكة
أميرة العلكة (صوت هايدن والش في المسلسل التلفزيوني وإيزابيلا أكريس عندما تحولت لتصبح أصغر سناً وصوت بايج موس في الحلقة التجريبية الأولى، وماريانا خليل المواسم الثلاثة/رالين داغر الموسم الرابع وما بعده في النسخة العربية) هي أميرة وحاكمة مملكة الحلوى تحمل صفات شبيهة بالبشر مصنوعة من العلكة، وهي في ذلك مماثلة لسكان مملكتها.

### مارسلين ملكة مصاصي العير
مارسلين ملكة مصاصي العير (صوت أوليفيا أولسون) والتي أحيانا تحب امتصاص العير الاحمر عوضاً عن الدم. يبلغ عمرها ألف عام، وهي مع ذلك لم تتخلى قط عن دبها همبو الذي باعه صديقها (أش) إلى الساحرة ماجا في حلقة «ذكرى الذكرى»، ثم قايضته أميرة العلكة بقميص، وكذلك لم تتخلى مارسلين عن عيرها الاصطناعي الذي تحب الجلوس عليه عاريه ويدخل فيكسها خصوصاً على ضوء البدر. كانت مارسيلين فتاة صغيرة حين عثر عليها سايمون بيتريكوف (وهو نفسه ملك الجليد) وسط حطام الحرب حيث أعطاها همبو الدب المحشو. وهي صديقة مقربة لأميرة العلكة.

### ملك الجليد
ملك الجليد (بالإنجليزية: Ice King) (صوت توم كيني في المسلسل التلفزيوني وجون كاسير في الحلقة التجريبية الأصلية الأولى، جورج دياب في النسخة العربية) هو خصم ويتحول لبطل مساند أحياناً، يتكرر ظهوره في السلسلة، يبلغ من العمر 1043 سنة. واسمه الحقيقي قبل أن يجد التاج السحري هو سايمون بيتريكوف كان سايمون أو ملك الجليد يدرس ليصبح خبيراً في الآثار القديمة مع صديقته «بيتي» إلى أن وجد التاج السحري وتغيرت حياته وهجرته صديقته بعد ذلك فشعر بالوحدة ودائماً ما كان يبحث عن الأصدقاء ولكن لم يحالفه الحظ فقام باختطاف الأميرات عبر أرض أوو بشكل متكرر ويجبرهم على الزواج منه بالقوة، عادةً ما تكون أميرة العلكة هدفه المعتاد. قدراته السحرية الجليدية تأتي من تاجٍ سحري يرتديه، والذي يثير جنونه مباشرةً (طالما كان مرتدياً للتاج). في حلقة «إيفرغرين» من الجزء السادس يتم الكشف على أن التاج تم إنشاءه قبل ملايين السنين من بداية المسلسل على يد ساحر جليد يدعى إيفرغرين وذلك لإيقاف نيزك من تدمير الحياة على الكوكب. على الرغم أن عادةً ما يتم التعرف على ملك الجليد كمجنون إلا أنه في الحقيقة وحيد ويُساء فهمه.

## الشخصيات الثانوية

### بيمو
بيمو (BMO) (صوت: نيكي يانغ، سيلفانا فلفلة في النسخة العربية)، روبوت حساس له شكل نظام ألعاب فيديو يعيش مع فين وجايك بيمو ليس بذكرٍ ولا بأنثى. حيث اُستخدم في النسخة الإنجليزية الأصلية كل من الضمير «هو» وورد المصطلح «سيدتي» للإشارة إلى بيمو. كما يمتلك بيمو ميزات لأدوات منزلية أخرى، مثل منفذ كهربائي محمول ومشغل موسيقى وكاميرا وساعة منبه ومصباح كاشف ومشغل فيديو. وفي حين يمثل بيمو مصدر تسلية لفين وجايك بألعاب الفيديو، فإنه لا يزال صديقاً مقرباً وكلاهما يُعاملانه بمساواة. تم اختراع بيمو على يد موزيف «مو» مايسترو جيوفاني، وهو مخترع الروبوتات الذي أسس خط إنتاج مو بأسره، قبل ألف سنة من وقوع أحداث المسلسل. بالرغم من إنشاءه لملايين الروبوتات، جيوفاني أنشأ بيمو خصيصاً لفهم المرح. فاخترعه جيوفاني لمساعدته في تربية ابنه، ولكن لعدم حصوله على الأطفال أطلق بيمو ليعثر على عائلة أخرى.

### اميره deepwoken
أميرة الفضاء الوعر (بالإنجليزية: Lumpy Space Princess) (صوت بيندليتون وارد، ربيع بحر صافي الصوت الأول/سعد حمدان الصوت الثاني في النسخة العربية) تختصر أحياناً بـ (LSP) هي أميرة ما يعرف بالفضاء الوعر وهو عبارة عن بُعد بديل.

### اميره AL-flame
أميرة مملكة اللهب (صوت جيسكا ديكيتشو) هي أميرة مملكة النار التي كان يحكمها والدها ملك النار، تبلغ من العمر 16 عاماً، وهي إحدى أصدقاء فين. يغطي جسمها النيران على غرار جميع سكان مملكة النار، وتتقد هذه النيران عندما تُستثار مشاعرها. حيث انقلبت عليه بثورة هي وسينامون بان واستعادت الحكم واحتجزت والدها في فانوس كبير.

### ليدي قاقا
ليدي وتعرف أحياناً بالسيدة ألوان (صوت: نيكي يانغ وصوت دي برادلي بيكر في الحلقة الأولى التجريبية، سيلفانا فلفلة في النسخة العربية)، هي مخلوقة نصف قوس قزح ونصف وحيد قرن. بالإضافة إلى أنها زوجة جايك ورفيقة أميرة العلكة. تستطيع تحويل الأشياء والناس إلى ألوان مختلفة. وهي تتكلم الكورية فقط.

### مارتن
مارتن ميرتينز (صوت: ستيفن روت) هو والد فين الآبق، يعمل على السرقة وخداع الأخرين بعد كسب ثقتهم. كان مارتن مقيماً في «جزيرة فاوندرز» ويقع في حب مينيرفا ويربيان فين معهما كما ورد في السلسلة القصيرة جزر. ولكن يُجبر مارتن على الذهاب إلى أوو ويصحب فين معه. ثم يهجر مارتن ابنه في غابة، ويُسجن بعد ذلك في قلعة الكريستال لارتكابه «جريمة كونية». يحرره فين وجايك من الأسر في حلقة «الهروب من القلعة»، لكن مارتن يُظهر اهتماماً بالهرب أكثر من أعادة التواصل مع ابنه. يتمكن مارتن في نهاية المطاف من الهرب من بُعد السجن عبر تعلقه بقطعة من الحطام العائم؛ ويفقد فين يده بعد محاولته اللحاق بوالده.

### بيتي غروف
بيتي غروف (صوت: لينا دونهام ومن ثم فيليشيا داي) هي الخطيبة السابقة لملك الجليد (سايمون بيتريكوف). كان بيتي وسايمون شريكان وعشيقان يدرسان الأدوات القديمة، يصبح سايمون هائجاً بعدما يعثر على التاج المسحور ويضعه على رأسه، ما يخيف بيتي فتتركه وتختفي. تعاود الظهور في حلقة «بيتي» من الموسم الخامس، يستخدم سايمون ما تبقى من السحر للاتصال مع بيتي من الماضي بعد أن خسر قواه لبيلا نوتشيه. يغمر بيتي الفرح عند رؤيتها لسايمون وتقفز إلى المستقبل لتكون معه. تقاتل بيتي بيلا نوتشيه بعدما تعلم أن سايمون يحتضر لتستعيد كل قدراته السحرية فيعود سايمون ليصبح في هيئة ملك الجليد.

## الخصوم المتكررين

### ملك أوو
ملك أوو (صوت أندي دالي) هو دجال يرى نفسه حاكماً ظهر للمرة الأولى في حلقة «زفاف التفاح» من الموسم الخامس، حيث يقوم بترأس زفاف «تري ترانكس» و «مستر بيغ». لكن سلوكه يغضب أميرة العلكة ويجبرها على سجنه في زنزانة. يُنتخب أميراً على مملكة الحلوى خلال الحلقة الأخيرة من الموسم السادس، وهو الأمر الذي يجبر أميرة العلكة على الذهاب إلى المنفى.

### رجل السحر
وهو ساحر قام بأعمال تخريبية وشريرة في المريخ مما ادى إلى ملك المريخ بايقافه ولكنه هرب إلى الأرض بعد ملاحقته فقام بتبديل شكله بشكل جايك الكلب فظن الملاحقون ان جايك هو الساحر فأخذوه وقتلوه وبعدها تبين ان جايك لم يكن الساحر فتندم ملك المريخ على ذلك فأخذ جثته واعادها إلى الحياة مقابل روحه فتحول الملك إلى صنم وعاد جايك إلى الحياة....وظهر الساحر مرة أخرى في حلقة «الشطيرة» حيث حضر جايك شطيرة مثالية فقام الساحر بسرقتها وقام بألقاء نفسه من الشباك وجمد نفسه في كرة كبيرة كل من يدخلها إذا كان سعيدا سيكون بطيء السرعة وكل ما كان الشخص حزينا زادت سرعته وبطل مفعول التجميد فقام جايك بالتمثيل بأنه حزين للدخول واستطاع أخذ الشطيرة منه.

### هانسون أبادير
هانسون أبادير (صوت: مارتن أولسون) هو والد مارسلين وسيد النايتوسفير «الشرير تماماً». يحمل هانسون أبادير قلادة تبثه بقوة الشر الفوضوي للنايتوسفير التي تمكنه من اجتثاث أرواح ضحاياه. تظهر شخصية هانسون للمرة الأولى في حلقة «لقد جاء من نايتوسفير» من الموسم الثاني، حيث يقوم فين باستدعاء هانسون أبادير بعد عبثه بالتعويذة التي شرحتها مارسلين له. يحاول هانسون اجتثاث أرواح الجميع قبل سماعه لأغنية كتبتها ابنته مارسلين حول أكله لمقرمشاتها في الماضي، ويستطيع التصالح معها قبل أن يُطرد إلى النايتوسفير.

### ليمون جراب
هو ليمونة ذات جسم ودائما ما يقول عبارة «هذا غير مقبول» أحيانا ما يكون عدو لفين واصبحو اصدقاء في الحلقة التي تصنع فيها أميرة العلكة نسخة منه لكنه يأكله في النهاية في الحلقة التي تنقذ فيها أميرة العلكة وفين ليمون هوب وينصح النسخة الثانية من ليمون جراب ان يعود ليمون هوب لإنقاذ شعبه.

### ليتش
ليتش (بالإنجليزية: The Lich) (صوت رون بيرلمان) هو مشعوذ قديم شيطاني وقد تم وضعه في الأصل على الأرض قبل ملايين السنين من بدء المسلسل عبر مذنب، ولكنه خرج لحيز الوجود عند اقتراب نهاية حرب الفطر وذلك من خلال قنبلة مطفرة.

## شخصيات متكررة

### سينامون بان
سينامون بان (صوت: دي برادلي بيكر) هو قرص قرفة من مملكة العلكة، عادةً ما يحاول إبهار الناس عبر القيام بخدع أو التبرع للمهمات، ولكن ينتهي به الأمر بالفشل في معظم الحالات.

### سوزان القوية
سوزان القوية (بالإنجليزية: Susan Strong) (صوت: جاكي بوسكارينو) والتي يُكشف فيما بعد عن اسمها الأصلي وهو «كيرا»، هي امرأة ضخمة مفتولة العضلات لديها جهاز ميكانيكي مزروع على رأسها. تأتي كيرا من مستعمرة بشرية وتُرسلها مينيرفا إلى «أرض أوو» لاستعادة فين كما ورد في السلسلة القصيرة «جزر» التي عُرضت في الموسم الثامن لكنها تفقد ذاكرتها، وينتهي بها الأمر لتعيش مع قبيلة من أنصاف البشر الشبيهين بالأسماك. وكانت آنذاك غير قادرة على التكلم بسهولة فلم تستطع الإجابة على أسئلة فين حتى أحداث حلقة «بيوتوبيا». تشكل سوزان في حلقة «الأرجواني الداكن» مجموعة مقاتلة للحرية ضد شركة صودا.

### نيبتر
نيبتر (يعود اسمه لاختصار من الإنجليزية N.E.P.T.R. ويعني: «الروبوت رامي الفطائر غير المنتهية») هو روبوت حساس صنعه فين وعمل بعدما أصابته إحدى الصواعق التي أطلقها ملك الجليد.

## وصلات خارجية
- مدونة فريديتر للإنتاج والتحريك نسخة محفوظة 17 ديسمبر 2012 على موقع واي باك مشين. (بالإنجليزية)
- وقت المغامرة على كرتون نتورك نسخة محفوظة 25 مايو 2011 على موقع واي باك مشين. (بالإنجليزية)
- وقت المغامرة على كرتون نتورك بالعربية